# Сонет 97
Сонет 97 (англ. Sonnet 97) — один из 154 сонетов, написанных Уильямом Шекспиром и впервые опубликованных в 1609 году. Дата написания неизвестна, существуют разные гипотезы на этот счёт. Результаты компьютерного анализа говорят, что сонеты с 61-го по 103-й были написаны к началу 1590-х годов и после этого почти не редактировались, но не все исследователи с этим согласны. Возможно, Шекспир редактировал все сонеты до момента их публикации.
Предположительно первое издание не было авторизованным. Тем не менее начиная с 1711 года сонеты публикуются в той же последовательности, и учёные на основе изначальной нумерации раскрывают историю любовного треугольника, которая служит подтекстом для всего цикла.
97-й сонет относится к числу стихотворений, посвящённых другу: в них Шекспир обращается к не названному по имени молодому мужчине. Личность последнего остаётся загадкой, но в большинстве гипотез фигурируют Генри Ризли, 3-й граф Саутгемптон, и Уильям Герберт, 3-й граф Пембрук. В 97-м сонете, как и в двух последующих, автор пишет о расставании с другом. Есть мнение, что одним из источников сюжета стала пьеса Томаса Нэша «Завещание Сомерса» (опубликована в 1600 году). Возможно, речь не идёт о каких-то жизненных реалиях: Шекспир хотел описать разлуку в контексте разных времён года. В 97-м сонете это весна.
Как почти все сонеты Шекспира (кроме 145-го), 97-й сонет написан пятистопным ямбом.